# Job 31
Job 31 es el trigesimoprimer capítulo del Libro de Job en la Biblia hebrea o el Antiguo Testamento del Cristianismo . El libro es anónimo; la mayoría de los estudiosos creen que fue escrito alrededor del siglo VI a. C. Este capítulo recoge el discurso de Job, que pertenece a la sección Diálogo del libro, y comprende Job 3:1–Job 31:40.

## Texto
El texto original está escrito en lengua hebrea. Este capítulo se divide en 40 versículos.

### Testimonios textuales
Algunos manuscritos antiguos que contienen el texto de este capítulo en hebreo pertenecen al Texto masorético, que incluye el Códice de Alepo (siglo X) y el Codex Leningradensis (1008). Se encontraron fragmentos que contienen partes de este capítulo en hebreo entre los Rollos del Mar Muerto, incluyendo 4Q100 (4QJobb; 50–1 a. C.) con los versículos 15–17 conservados.

## Análisis
La estructura del libro es la siguiente:
- El prólogo (capítulos 1 y 2)
- El Diálogo (capítulos 3–31)
- Los veredictos (32:1–42:6)
- El epílogo (42:7–17)

Dentro de la estructura, el capítulo 31 se agrupa en la sección Diálogo con el siguiente esquema:
- La maldición y el lamento de Job (3:1–26)
- Primera ronda (4:1–14:22)
- Segunda ronda (15:1–21:34)
- Tercera ronda (22:1-27:23)
- Interludio: poema sobre la sabiduría (28:1-28)
- Resumen de Job (29:1-31:40)
  - La antigua prosperidad de Job (29:1-25)
    - Las bendiciones anteriores de Job (29:1–6)
    - El honor anterior de Job (29:7–10)
    - El papel anterior de Job en la administración de la justicia (29:11–17)
    - La expectativa de Job de una paz duradera (29:18–20)
    - La prominencia de Job en la comunidad (29:21–25)

  - El sufrimiento actual de Job (30:1–31)
    - Cómo habría visto Job a sus burladores (30:1–8)
    - Los ataques de sus enemigos (30:9–15)
    - Dios es el causante de sus sufrimientos actuales (30:16-19)
    - Acusación a Dios (30:20-23)
    - Retirada a la desesperación (30:24-31)

  - La defensa final de Job (31:1–40)
    - Su rechazo de la lujuria (31:1–4)
    - Su negación de la falsedad y el engaño (31:5–8)
    - Su evitación del adulterio (31:9–12)
    - Su cuidado por sus siervos (31:13–15)
    - Su rectitud al tratar con los pobres y marginados (31:16–23)
    - Su negativa a adorar al dinero u otros dioses (31:24–28)
    - Inocente de una variedad de delitos (31:29–34)
    - La petición a Dios de que responda (31:35-37)
    - Su trato justo a la tierra (31:38-40)

La sección del diálogo está compuesta en forma de poesía con una sintaxis y una gramática distintivas. Al final del diálogo, Job resume su discurso en una revisión exhaustiva (capítulos 29-31), en la que el capítulo 29 describe la antigua prosperidad de Job, el capítulo 30 se centra en el sufrimiento actual de Job y el capítulo 31 esboza la defensa final de Job. Toda la parte está enmarcada por el anhelo de Job de restaurar su relación con Dios (Job 29:2) y el desafío legal a Dios (Job 31:35-27). El capítulo 31 contiene la defensa final de Job ante Dios, en la que promete el «juramento de inocencia», una forma de maldición contra uno mismo, que consiste en invocar la ira de Dios sobre uno mismo si lo que se jura es falso. Este capítulo se ha considerado una fuente importante para comprender la perspectiva de la Biblia hebrea (Antiguo Testamento) sobre la «ética personal de una persona justa». No existe una estructura clara en el juramento de inocencia de Job, ya que enumera una sucesión de posibles infracciones de la ley, comenzando con un «si» y extendiéndose a lo largo de todo el capítulo.

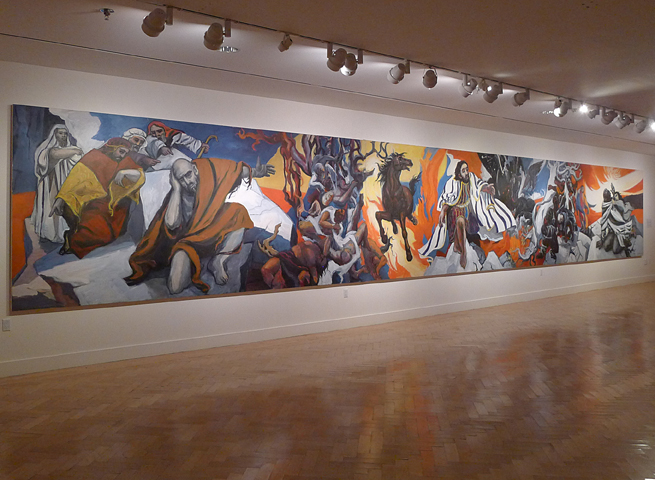
«La historia de Job». Mural pintado por Hugh Mesibov para el Templo Beth El (Spring Valley, Nueva York) (1972).

## Job ha rechazado el mal (31:1–12)
Uno por uno, Job enumera sus actitudes y acciones que rechazan el mal en esta sección de su juramento de inocencia. Estas malas acciones incluyen la lujuria hacia las jóvenes (solteras) (versículos 2–4), la falsedad y el engaño (versículos 5–6), las impurezas morales (versículos 7–8) y el adulterio (versículos 9–12).

### Versículo 6
[Job dijo:] «Que se me pese en una balanza justa
para que Dios conozca mi integridad».
- «Equilibrio justo»: traducido del término en hebreo מֹאזְנֵי־צֶ֑דֶק mō-zə-nê-tse-ḏeq—literalmente, «balanzas de la justicia»; es decir, balanzas que se ajustan a la norma (Deuteronomio 25:13-15) para que puedan utilizarse adecuadamente en el comercio y la justicia.[20]

## Job se ha comportado con rectitud (31:13–34)
En esta sección, Job enumera cómo trató a sus siervos (versículos 13–15), a los pobres y marginados (versículos 16–23; refutando las acusaciones de Elifaz en Job 22:5–9), su negativa a confiar en las riquezas (versículos 24–25) o a adoptar prácticas de culto paganas (versículos 26–28) y algunas otras acusaciones de pecados (versículos 29–32). Job niega rotundamente que oculte ningún pecado (versículos 33-34).

### Versículo 15
[Job dijo:] ¿Acaso no fue Él quien me formó en el vientre?.
¿Y no fue el mismo quien nos formó en el vientre?
Job trata a sus esclavos más allá de lo que exige la ley mosaica (cf. Éxodo 21:1-11; Levítico 25:39-55; Deuteronomio 15:12-18). En el antiguo Oriente Próximo, los esclavos solían considerarse propiedad, pero Job ve a sus esclavos como seres humanos creados por Dios, con los mismos derechos humanos.

## La última súplica de Job en su defensa (31:35-40)
La última parte comienza con una apelación para obligar al demandante a presentar cualquier prueba de las malas acciones de Job. Esto se ve dentro de los límites de la verdadera piedad como un hombre justo que busca la reivindicación. Job completa la última parte de su juramento de inocencia afirmando que ha tratado bien la tierra. Tras estas declaraciones, hay una nota que dice «se acabaron las palabras de Job», es decir, Job pone fin a su disputa con Dios en este punto, aunque aún hará dos breves aportaciones en respuesta a los discursos de Dios (Job 40:3-5; 42:1-6).

### Versículo 40
[Job dijo:] «Que crezcan cardos en lugar de trigo,
y maleza en lugar de cebada».
Las palabras de Job han terminado.
- «Malza»: traducido del hebreo בָּאְשָׁה (“'boʾshah”', de בָּאַשׁ [baʾas, «tener mal olor»]) que se refiere a «malas hierbas malolientes».[28]

## Comentarios

### De la Iglesia católica

#### A todo el capítulo
Con especial crudeza proclama Job su inocencia ante los hombres y, en particular, ante Dios: una y otra vez le interpela y le solicita su sentencia favorable. En este largo parlamento se pueden distinguir las secciones siguientes: a modo de introducción (vv. 1-6) Job reclama a Dios que manifieste su justicia para que todos puedan verla. El cuerpo del discurso (vv. 7-34) está formado por una serie de juramentos de disculpa; en ellos se usa una fórmula conocida ya en algunos textos egipcios, que incluye la descripción del delito o la culpa con una condicional: «Si mis pasos se han desviado…, y mi corazón fue tras mis ojos…» (v. 7), y luego una automaldición en la que se menciona la pena a la que se somete en caso de haber cometido el delito: «que otro consuma lo que yo siembre…, que mi mujer muela para otro…» (vv. 8.10); la automaldición a veces falta porque se sobreentiende. La parte final (vv. 35-40) contiene un fuerte alegato a Dios, conminándole a que responda a la confesión de inocencia. Aunque es casi un ultimátum, está basado en una firme esperanza en Dios, el único que puede escucharle.

#### Al versículo 6
Como preludio del desarrollo posterior, Job afirma haber evitado toda falta, en especial los deseos carnales (v. 1) y el recurso al engaño o la mentira (vv. 5-6). Al mismo tiempo, lanza las primeras imprecaciones hacia Dios, a quien percibe como indiferente a las buenas intenciones del inocente (vv. 2-4) y ajeno a la rectitud del justo (v. 6). La alusión al control de los sentidos (cf. Si 9,5-8) y a la sinceridad como expresión de virtud (cf. Sal 12,2-3) es característica de la literatura sapiencial. Representa un avance notable en la ética personal que alcanzará su plenitud en el Nuevo Testamento (cf. Mt 5,28.37). Ambas virtudes, pureza y veracidad, se hallan estrechamente unidas, de modo que rara vez se encuentra una sin la otra. San Josemaría, al referirse a la santa pureza, lo expresó con firmeza:

Perdonad mi machaconería, pero juzgo imprescindible que se grabe a fuego en vuestras inteligencias que la humildad y —su consecuencia inmediata— la sinceridad enlazan los otros medios, y se muestran como algo que fundamenta la victoria (…). ¡Abrid el alma! Yo os aseguro la felicidad, que es fidelidad al camino cristiano, si sois sinceros. Claridad, sencillez: son disposiciones absolutamente necesarias; hemos de abrir el alma, de par en par, de modo que entre el sol de Dios y la claridad del Amor.

#### A los versículos 7-34
La sección de juramentos presenta la enumeración más amplia de faltas recogida en la Biblia hebrea, reuniendo doce conductas reprobables: deseo desmedido de bienes (vv. 7-8), adulterio (vv. 9-10), abuso hacia subordinados (vv. 13-14), desatención a pobres y viudas (vv. 16-17), privar de abrigo al necesitado (vv. 19-20), opresión del huérfano (vv. 21-22), afán excesivo por las riquezas (vv. 24-25), veneración de los astros (vv. 26-27), gozo ante la desgracia ajena (vv. 29-30), negar la acogida al forastero (vv. 31-32), ocultar o fingir intenciones (vv. 33-34) y explotación de la tierra (vv. 38-40). La elección del número doce parece responder a un recurso intencionado que subraya el rechazo total al mal, aprovechando su valor simbólico en la tradición de Israel. La lista no se ajusta al orden del Decálogo, sino que combina la idolatría con pecados contra el prójimo, especialmente contra los más vulnerables. En lugar de la terminología jurídica habitual, el pasaje adopta un enfoque moral, orientado a mostrar ante Dios una vida recta no solo en términos legales, sino también éticos.

#### Al versículo 35
La expresión «Ésta es mi rúbrica» traduce literalmente «Ésta es mi tav», última letra del alfabeto hebreo y signo que solía colocarse al final de documentos oficiales de importancia. En el contexto del pasaje, funciona como declaración final de Job sobre su inocencia, marcando el cierre de su defensa y dejando en manos de Dios la respuesta. El gesto, aunque atrevido y con un matiz desafiante, está impregnado de esperanza: busca provocar un encuentro con Dios, reafirmar que la justicia procede únicamente de Él y subrayar que la confirmación pública de su integridad depende también de la voluntad divina.